# 이사벨 사를리
이사벨 사를리(Isabel Sarli, 1935년 7월 9일 ~ 2019년 6월 25일)는 아르헨티나의 배우, 글래머 모델이다. 1960, 70년대 아르헨티나의 대표적인 섹스 심벌 스타로 전 세계적으로 이름을 알렸다. 1955 미스 유니버스에 아르헨티나 대표로 참가해 준결승까지 진출했다.
영화 감독 아르만도 보의 뮤즈로서 유명한데, 1956년 그에게 발굴되어 1958년 영화 《El trueno entre las hojas》를 통해 연기 데뷔를 하였다. 이 영화는 아르헨티나 영화사상 최초로 정면 전신 노출을 보여주는 등 이사벨의 파격적인 노출로 인해 논쟁의 대상이 되기도 하였다. 1981년, 아르만도 감독이 사망하면서 이사벨도 사실상 연기 활동을 중단하게 되었다. 1990년대부터 이사벨이 출연한 작품들의 캠프함과 키치함이 재평가되면서 이사벨의 작품들은 컬트 영화로서 자리매김하게 되었다.

## 출연 작품
- 마담 산드라 (1970)